# Île aux Serpents (Maurice)
Pour les articles homonymes, voir Île aux Serpents.
L'île aux Serpents est un îlot inhabité situé à quelques dizaines de kilomètres au nord de l'île Maurice et dépendant de la république de Maurice. Il forme une réserve naturelle du pays.

## Géographie

### Géographie physique
Lorsque le 15 mars 1801 l'îlot fut approché par l'expédition Baudin, le Français Jean-Baptiste Bory de Saint-Vincent le décrivit depuis le Naturaliste où il était installé en affirmant que c'est en fait « un rocher éloigné de la grande terre de près de cinq lieues ». L'île atteint une hauteur de 162 mètres.

### Faune et flore
En 1801, Jean-Baptiste Bory de Saint-Vincent affirme que l'on prétend qu'on y trouve « de petites couleuvres, tandis qu'il n'en existe ni sur les rochers voisins, ni sur l'île-de-France ». En fait, cet on-dit est faux : on trouve sur l'île Ronde voisine des boas qui sont absents sur l'île aux Serpents.

## Références

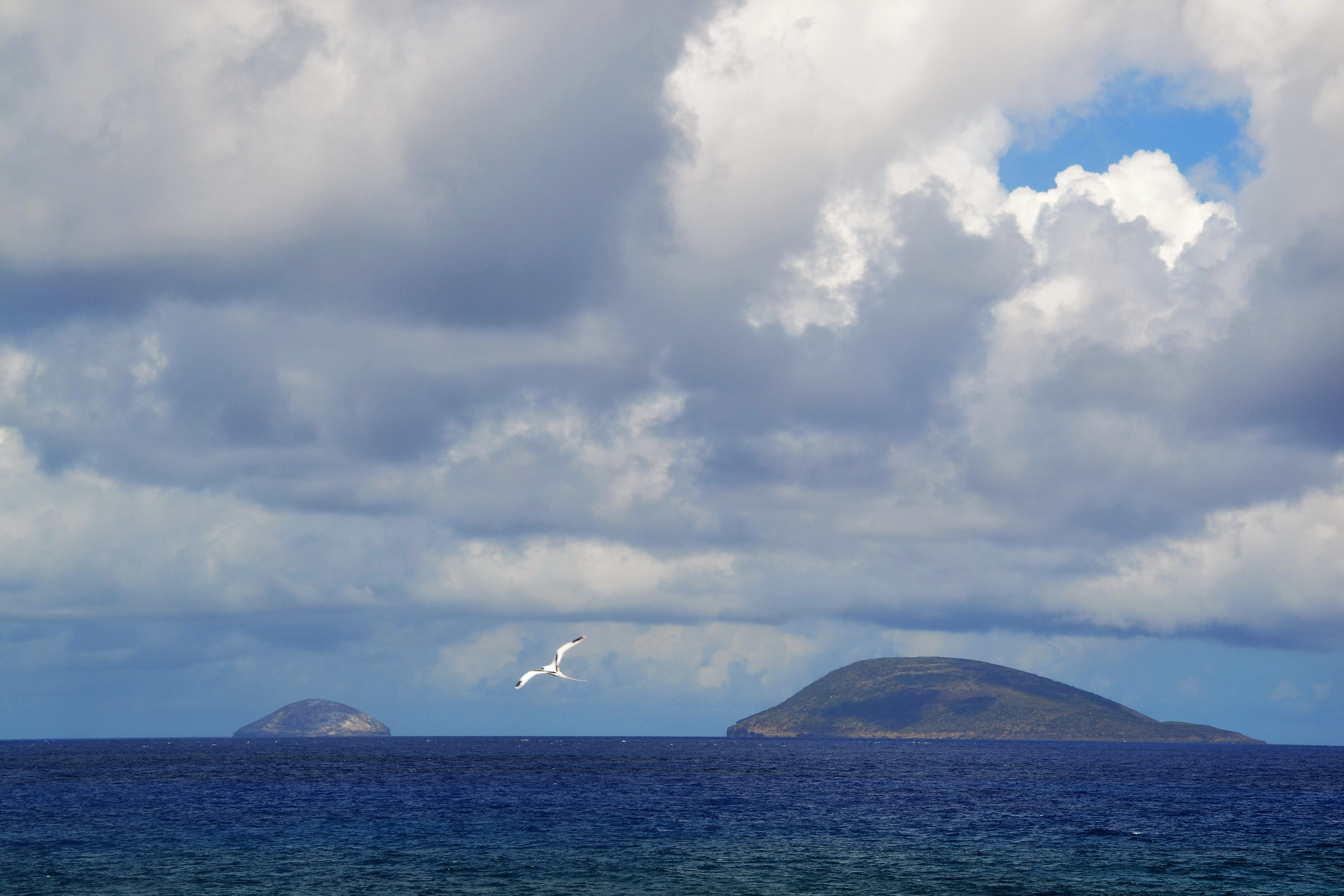
Île Ronde (à droite) et Île aux Serpents (au fond à gauche) vues de l'Ouest-sud-ouest.